# Eric Ramsay
Eric Ramsay (Shrewsbury, Inglaterra, 14 de febrero de 1992) es un entrenador de fútbol británico. Actualmente dirige al Minnesota United de la Major League Soccer.

## Inicios
Nacido en Shrewsbury, Inglaterra, Ramsay creció en Llanfyllin, Gales, y asistió a la Llanfyllin High School.Después de dejar la academia juvenil del The New Saints, Ramsay hizo 14 apariciones como jugador para el Welshpool Town de la Cymru Premier, antes de decidir asistir a la universidad y concentrarse en entrenar.Ramsay fue el capitán de la selección de fútbol sala de Gales durante la clasificación para la Eurocopa de fútbol sala de 2014, deporte que practicó durante su estancia en la Universidad de Loughborough.

## Carrera como entrenador

### Primeros pasos
En 2013, Ramsay se graduó de la Universidad de Loughborough con una licenciatura con honores de primera clase en Ciencias del Deporte con Gestión. Allí, trabajó también como entrenador asistente junto a Kieran McKenna en el equipo de fútbol de la universidad.
Después de graduarse, Ramsay pasó casi cuatro años como entrenador principal de la fase de desarrollo profesional en el Swansea City, entrenando a los menores de 21 y 18 años del club.Se convirtió en director de la academia del Shrewsbury Town en 2017 y posteriormente trabajó con el primer equipo del club como director interino y luego como entrenador del primer equipo.Ramsay se unió al Chelsea en 2019, donde entrenó al equipo sub-23, y se convirtió en el entrenador británico más joven en lograr la UEFA Pro Licence.

### Manchester United y Gales
En 2021, Ramsay se unió al Manchester United como entrenador de desarrollo de jugadores y jugadas a balón parado bajo la dirección de Ole Gunnar Solskjær.En los años siguientes, se convirtió en una parte más integral de la estructura técnica del club, trabajando con los entrenadores Ralf Rangnick y Erik ten Hag, ganando la EFL Cup y alcanzando con este último la final de la FA Cup en 2023.
Además de sus funciones en el club inglés, Ramsay se unió a la selección de Gales como asistente técnico en marzo de 2023.Seis meses después, dejó su puesto para centrarse en el Manchester United y en su joven familia.

### Minnesota United
El 22 de febrero de 2024, Ramsay fue contratado como entrenador del Minnesota United de la Major League Soccer poco después del inicio de la temporada regular y se convirtió en el técnico más joven en la historia de la MLS luego de firmar un contrato de varios años con el club.

## Clubes

### Como entrenador
| Club             | País           | Año           |
| ---------------- | -------------- | ------------- |
| Minnesota United | Estados Unidos | 2024-presente |

## Estadistícas como entrenador
| Equipo                          | Div.  | Temporada | Liga | Liga | Liga | Liga | Liga |    | Copa | Copa | Copa | Copa |   | Internacional | Internacional | Internacional | Internacional | Internacional |   | Otros | Otros | Otros | Otros |    | Totales     | Totales | Totales | Totales | Totales | Totales | Totales | Totales |
| Equipo                          | Div.  | Temporada | PD   | G    | E    | P    | Pos. | PD | G    | E    | P    | PD   | G | E             | P             | Pos.          | PD            | G             | E | P     | PD    | G     | E     | P  | Rendimiento | GF      | GC      | Dif.    |         |         |         |         |
| ------------------------------- | ----- | --------- | ---- | ---- | ---- | ---- | ---- | -- | ---- | ---- | ---- | ---- | - | ------------- | ------------- | ------------- | ------------- | ------------- | - | ----- | ----- | ----- | ----- | -- | ----------- | ------- | ------- | ------- | ------- | ------- | ------- | ------- |
| Minnesota United Estados Unidos | 1.ª   | 2024      | 31   | 13   | 6    | 12   | 10.º | -  | -    | -    | -    | 2    | 1 | 0             | 1             | FG            | 3             | 0             | 2 | 1     | 36    | 14    | 8     | 14 | 46.3%       | 56      | 54      | +2      |         |         |         |         |
| Minnesota United Estados Unidos | 1.ª   | 2025      | 26   | 12   | 8    | 6    | -    | 3  | 3    | 0    | 0    | 3    | 1 | 1             | 1             | -             | -             | -             | - | -     | 32    | 16    | 9     | 7  | 59.38%      | 57      | 39      | +18     |         |         |         |         |
| Minnesota United Estados Unidos | Total | Total     | 57   | 25   | 14   | 18   | -    | 3  | 3    | 0    | 0    | 5    | 2 | 1             | 2             | -             | 3             | 0             | 2 | 1     | 68    | 30    | 17    | 21 | 52.45%      | 113     | 93      | +20     |         |         |         |         |
| 1. 2. 3.                        |       |           |      |      |      |      |      |    |      |      |      |      |   |               |               |               |               |               |   |       |       |       |       |    |             |         |         |         |         |         |         |         |

### Resumen por competiciones
| Competición         | Partidos | Ganados | Empatados | Perdidos | %      | Resultado        |
| ------------------- | -------- | ------- | --------- | -------- | ------ | ---------------- |
| Major League Soccer | 57       | 25      | 14        | 18       | 52.05% | 10.º lugar       |
| MLS Cup             | 3        | 0       | 2         | 1        | 22.22% | Cuartos de final |
| US Open Cup         | 3        | 3       | 0         | 0        | 100%   | En disputa       |
| Leagues Cup         | 5        | 2       | 1         | 2        | 46.67% | Fase de grupos   |
| TOTAL               | 68       | 30      | 17        | 21       | 52.45% | Sin Títulos      |